# لئونیدا فراسکارلی
لئونیدا فراسکارلی (ایتالیایی: Leonida Frascarelli; ۲۱ فوریهٔ ۱۹۰۶ – ۱۸ ژوئن ۱۹۹۱) دوچرخه‌سوار اهل ایتالیا بود.